# Ксения Еркер
Ксѐния Ѐркер (на хърватски: Ksenija Erker; Загреб, 23 април 1954 г.) е хърватска певица. Най-дейна е през 70-те и 80-те години на XX век и се нарежда сред най-изявените певици от това време, като Йосипа Лисац, Тереза Кесовия, Габи Новак, Радойка Шверко, Мери Цетинич и Люпка Димитровска.
Най-голям брой песни за нея пише известният хърватски композитор Хървойе Хегедушич, с когото се развежда през 2013 г. след 39 години брак. Едната от двете им дъщери – Хана Хегедушич – е театрална и филмова актриса и певица, родена в Загреб на 29 януари 1976 г.

## Биография
Има две сестри. Когато е малка, баща ѝ им купува пиано. Още на 7-годишна възраст Ксения започва да пее в детския хор на Хърватския национален театър в Загреб. Седем години по-късно започва творческия си път като беквокалистка, а начало на професионалната си певческа кариера поставя през 1973 г., след като издава първата си краткосвиреща плоча Sedam dana/Povedi me večeras („Седем дни“/„Заведи ме тази вечер“). Завършва Музикалната академия в Загреб.
В началото на следващата година записва песента Proljeće bez tebe („Пролет без теб“), позната и като Proljeće je otpočelo s kišom („Пролетта започна с дъжд“), по музика на Арсен Дедич и текст на Желко Сабол, която става хит в бивша Югославия и е включена в първия ѝ студиен албум. Към края на годината печели наградата за най-добра дебютантка и най-добро изпълнение за песента Doći će dan („Ще дойде ден“) по музика на Зринко Тутич на Загребския фестивал. През следващите години се явява и на други югославски фестивали, както и в СССР.
До средата на 80-те години издава четири албума, но след това се отдава главно на семейния си живот. През 1991 г. издава последния си към 2024 г. самостоятелен студиен албум, озаглавен Ciao, Italia („Здравей, Италия“) и включващ кавъри на италиански песни на известни изпълнители като Доменико Модуньо, Мина, Ива Дзаники, Рафаела Кара, Лорета Годжи, Фиордализо и Джана Нанини.
През 2001 г. тя, съпругът ѝ и двете им дъщери Ана и Мартина записват и издават албум с коледни песни, озаглавен Božić u obitelji („Коледа в семейството“), за който през следващата година печелят награда „Порин“ за най-добър албум с духовна музика.
От 2007 до 2012 г. е членка на журито в първите шест сезона на развлекателното телевизионно предаване Zvijezde pjevaju („Звездите пеят“), излъчвано от Хърватското радио и телевизия. То е хърватското издание на британското Just the Two of Us („Само ние двамата“).

## Дискография

### Студийни албуми
- 1975 – Ksenija
- 1980 – S ljubavlju, Ksenija
- 1982 – Kada žena voli
- 1983 – Pjevat ću vam noćas
- 1985 – Ksenija Erker
- 1991 – Ciao, Italia
- 2001 – Božić u obitelji
- 2010 – Božićna priča obitelji Hegedušić (заедно с Хървойе Хегедушич и двете им дъщери Хана и Мартина)

### Сборни албуми
- 2002 – Kada žena voli
- 2008 – Zlatna kolekcija

### Сингли
- 1973 – Sedam dana/Povedi me večeras
- 1974 – Reci mi istinu/Proljeće bez tebe
- 1974 – Doći će dan/Ti si bio
- 1975 – To nije kraj/Ponesi sve što je tvoje
- 1975 – Čekaj me na mostu/Opraštam ti sve
- 1975 – Nikad više/Ne treba mi više nitko
- 1975 – Sad mi kaži/Zavoljela sam iznenada
- 1976 – Ti me možda voliš/Uspavanka za Hanu
- 1976 – U proljeću ostani mom/Budi kao nekad
- 1977 – Dok slušam kišu/Aleja kestena
- 1978 – Ostala si sama/Ljubavi je uvijek vrijeme
- 1981 – Sićaš li se/Jedno toplo ljeto

## Участия на фестивали

### Загребски фестивал
- 1974 – Doći će dan
- 1976 – Ti me možda voliš
- 1980 – Ti si moja inspiracija
- 1981 – Htjela bih ti reći
- 1982 – Opet ljubav
- 1986 – Rastopljeno zlato ljubavi (дует със Златко Пеякович)
- 1993 – Kad ide vlak za sretne otoke

### Сплитски фестивал
- 1975 – To nije kraj
- 1976 – Uvijek ima jedna lađa
- 1980 – Balada o brudetu
- 1981 – Sićaš li se
- 1992 – I sutra je dan

### Опатийски фестивал
- 1975 – Nikad više
- 1985 – Neka liju hladne kiše

### Крапински фестивал
- 1977 – Imam ga rada
- 1980 – Bele megline, megle meglene

### Други
- 1977 – „Вашият шлагер за сезона“, Сараево – U proljeću ostani mom
- 1981 – „Звуците на Панония“ – Noćni vjetar
- 1997 – „Етнофест Неум“ – S jeseni

## Награди
- 1974 – награда на Загребския фестивал за най-добра дебютантка и за изпълнение на песента Doći će dan („Ще дойде ден“)
- 2002 – „Порин“ за албума Božić u obitelji („Коледа в семейството“) в категорията за най-добър албум с духовна музика[4]